# دونالد بي. كول
دونالد بي. كول (بالإنجليزية: Donald B. Cole)‏ هو مؤرخ أمريكي، ولد في 31 مارس 1922 في لورانس في الولايات المتحدة، وتوفي في 5 أكتوبر 2013.